# NGC 6728
NGC 6728 is een open sterrenhoop in het sterrenbeeld Schild. Het hemelobject werd op 16 juni 1784 ontdekt door de Duits-Britse astronoom William Herschel. Daar dit object zich op Eugène Delporte's grenslijn met het sterrenbeeld Arend bevindt, is het in sommige bronnen, zoals in de Revised New General Catalogue, vermeld als een object van het sterrenbeeld Arend.